# Giulia (madre di Marco Antonio)
Giulia (104 a.C. – dopo il 39 a.C.) è stata una donna romana, madre del triumviro Marco Antonio.

## Biografia
Figlia di Lucio Giulio Cesare, console nel 90 a.C. e di una Fulvia (appartenente alla gens Fulvia), sposò Marco Antonio Cretico e poi, dopo la morte di questi, Publio Cornelio Lentulo Sura, che fu giustiziato nel 63 a.C. come complice di Lucio Sergio Catilina.
Frutto del primo matrimonio furono tre figli maschi, il triumviro Marco Antonio, Gaio Antonio, pretore nel 44 a.C., e Lucio Antonio, console nel 41 a.C., ed una figlia, Antonia, successivamente andata sposa a Publio Vatinio, console del 47 a.C.
A causa dei suoi figli, Giulia venne coinvolta nelle guerre civili. Mentre Marco assediava Decimo Giunio Bruto Albino a Mutina (43 a.C.), Giulia esercitava tutta la sua influenza a Roma per impedire che il figlio venisse dichiarato un fuorilegge. Dopo che venne formato il secondo triumvirato, Giulia intercedette presso Marco per il proprio fratello Lucio Giulio Cesare, come pure in favore di tante donne ricche e aristocratiche che proprio a causa delle loro ricchezze rischiavano di essere proscritte.
Dopo la guerra di Perugia, nel 41 a.C., Giulia lasciò Roma, sebbene Ottaviano l'avesse trattata con gentilezza: dopo aver raggiunto Sesto Pompeo in Sicilia, fu da questi inviata per mezzo di un convoglio scortato da triremi in Grecia, da Marco Antonio. Ad Atene, Giulia favorì la riconciliazione dei triumviri, ritornando col figlio in Italia nel 39 a.C.; era probabilmente presente all'incontro dei triumviri con Sesto Pompeo a Miseno.
Plutarco dipinge Giulia come un modello di matrona, e anche Marco Tullio Cicerone la definì femina lectissima, ovvero "donna esemplare".